# Kiss Me Kiss Me Kiss Me
| Recensione       | Giudizio |
| ---------------- | -------- |
| AllMusic         | [ 1 ]    |
| Ondarock         | [ 2 ]    |
| Pitchfork        | [ 3 ]    |
| Rolling Stone    | [ 4 ]    |
| Blender          | [ 5 ]    |
| Piero Scaruffi   | [ 6 ]    |
| Robert Christgau | B        |

Kiss Me, Kiss Me, Kiss Me è il settimo album in studio del gruppo musicale britannico The Cure, pubblicato il 25 maggio 1987.
È il secondo album dei Cure a raggiungere la top 20 dell'Hit parade ufficiale italiana (13º posto), collocandosi al 54º posto fra gli album più venduti complessivamente nel 1987.

## Descrizione
Questo disco catapulta i Cure all'interno del mainstream, sia europeo che statunitense, raggiungendo anche punte di isteria collettiva, come testimonia il viaggio compiuto all'inizio del 1987 dal gruppo in Sudamerica per alcuni concerti, in cui l'eccitazione di massa ha portato a veri e propri tumulti nelle vicinanze e persino all'interno degli stadi che ospitavano i concerti.
Kiss Me Kiss Me Kiss Me rappresenta una continuazione della vasta esplorazione musicale cominciata col precedente The Head on the Door. Al suo interno sono presenti le più diverse ispirazioni: il funk (Hot Hot Hot!!!), la psichedelia (If Only Tonight We Could Sleep), il pop (Catch per citarne una) e il rock più serio e impegnato (The Kiss e Fight). A proposito di quest'ultima traccia, è significativa una citazione di Robert Smith:
(Robert Smith)
A questo album, inoltre, al contrario del passato, hanno collaborato letteralmente tutti i membri della band: infatti Icing Sugar e The Perfect Girl provengono da idee di Simon Gallup, Like Cockatoos, Fight e The Snakepit da Porl Thompson e Boris Williams e A Thousand Hours da Lol Tolhurst.
L'album è considerato tra i migliori della loro produzione, proprio per la sua vastità di espressione, ed inaugura un periodo in cui i Cure hanno coniugato una qualità musicale criticamente riconosciuta con la notorietà mondiale, arrivando infatti fino al disco di platino in America.
L'album è stato pubblicato formato doppio LP, CD e musicassetta dalla Fiction Records il 25 maggio 1987. L'album gode di innumerevoli ristampe e riedizioni a livello globale, avvenute tra il 1987 e il 2024. Una ristampa destinata al mercato britannico, in edizione limitata, del dicembre 1987 comprende un terzo LP, contenente i lati B dei singoli. L'8 agosto 2006 viene pubblicata dalla Rhino Records una versione rimasterizzata dell'album con l'aggiunta di un secondo disco, Rarities 1986 – 1987, contenente 18 tratte composte da registrazioni inedite e tracce dal vivo.

## Tracce
LP
Testi di Robert Smith, musiche di Robert Smith, Simon Gallup, Porl Thompson, Laurence Tolhurst.
1. The Kiss – 6:17
2. Catch – 2:42
3. Torture – 4:13
4. If Only Tonight We Could Sleep – 4:50
5. Why Can't I Be You? – 3:11
6. How Beautiful You Are – 5:09
7. The Snakepit – 6:56
8. Hey You!!! (esclusa dalla versione CD) – 2:21
9. Just like Heaven – 3:30
10. All I Want – 5:18
11. Hot Hot Hot!!! – 3:32
12. One More Time – 4:29
13. Like Cockatoos – 3:38
14. Icing Sugar – 3:48
15. The Perfect Girl – 2:33
16. A Thousand Hours – 3:21
17. Shiver and Shake – 3:26
18. Fight – 4:26

Durata totale: 73:40
LP, UK, edizione limitata
Testi di * Robert Smith, musiche di Robert Smith, Simon Gallup, Porl Thompson, Laurence Tolhurst.
1. The Kiss – 6:17
2. Catch – 2:42
3. Torture – 4:13
4. If Only Tonight We Could Sleep – 4:50
5. Why Can't I Be You? – 3:11
6. How Beautiful You Are – 5:09
7. The Snakepit – 6:56
8. Hey You!!! (esclusa dalla versione CD) – 2:21
9. Just like Heaven – 3:30
10. All I Want – 5:18
11. Hot Hot Hot!!! – 3:32
12. One More Time – 4:29
13. Like Cockatoos – 3:38
14. Icing Sugar – 3:48
15. The Perfect Girl – 2:33
16. A Thousand Hours – 3:21
17. Shiver and Shake – 3:26
18. Fight – 4:26
19. A Japanese Dream – 3:27
20. Breathe – 4:48
21. A Chain Of Flowers – 4:51
22. Sugar Girl – 3:13
23. Snow In Summer – 3:26
24. Icing Sugar (New Mix) – 3:20

Durata totale: 96:45
CD, UK, edizione limitata
Testi di * Robert Smith, musiche di Robert Smith, Simon Gallup, Porl Thompson, Laurence Tolhurst.
1. The Kiss – 6:17
2. Catch – 2:42
3. Torture – 4:13
4. If Only Tonight We Could Sleep – 4:50
5. Why Can't I Be You? – 3:11
6. How Beautiful You Are – 5:09
7. The Snakepit – 6:56
8. Just like Heaven – 3:30
9. All I Want – 5:18
10. Hot Hot Hot!!! – 3:32
11. One More Time – 4:29
12. Like Cockatoos – 3:38
13. Icing Sugar – 3:48
14. The Perfect Girl – 2:33
15. A Thousand Hours – 3:21
16. Shiver and Shake – 3:26
17. Fight – 4:26
18. A Japanese Dream – 3:27
19. Breathe – 4:48
20. A Chain Of Flowers – 4:51
21. Sugar Girl – 3:13
22. Snow In Summer – 3:26
23. Icing Sugar (New Mix) – 3:20

Durata totale: 94:24
Deluxe edition, 2006
1. The Kiss (Instrumental) – 3:40 – RS Home demo 3/86
2. The Perfect Girl (Instrumental) – 3:26 – Beethoven St. Studio demo 6/86
3. Like Cockatoos (Instrumental) – 2:11 – Beethoven St. Studio demo 6/86
4. All I Want (Instrumental) – 3:33 – Beethoven St. Studio demo 6/86
5. Hot Hot Hot!!! (Instrumental) – 3:49 – Beethoven St. Studio demo 6/86
6. Shiver and Shake (Instrumental) – 2:55 – Jean Costas Studio demo 8/86
7. If Only Tonight We Could Sleep (Instrumental) – 3:16 – Jean Costas Studio demo 8/86
8. Just like Heaven (Instrumental) – 3:26 – Jean Costas Studio demo 8/86
9. Hey You!!! (Instrumental) – 2:32 – Jean Costas Studio demo 8/86
10. A Thousand Hours – 3:27 – Miraval Studio guide vocal/rough mix 10/86
11. Icing Sugar – 3:20 – Miraval Studio guide vocal/rough mix 10/86
12. One More Time – 4:36 – Miraval Studio guide vocal/rough mix 10/86
13. How Beautiful You Are – 5:22 – Live bootleg - County Bowl Santa Barbara 7/87
14. The Snakepit – 7:30 – Live bootleg - County Bowl Santa Barbara 7/87
15. Catch – 2:32 – Live bootleg - NEC Birmingham 12/87
16. Torture – 4:04 – Live bootleg - NEC Birmingham 12/87
17. Fight – 4:30 – Live bootleg - Bercy Paris 12/87
18. Why Can't I Be You? – 7:43 – Live bootleg - Wembley Arena London 12/87

Durata totale: 71:52

## Classifiche

### Classifiche settimanali
| Classifica (1987) | Posizione massima |
| ----------------- | ----------------- |
| Australia         | 9                 |
| Austria           | 4                 |
| Canada            | 30                |
| Francia           | 2                 |
| Germania          | 4                 |
| Italia            | 13                |
| Nuova Zelanda     | 14                |
| Paesi Bassi       | 3                 |
| Regno Unito       | 6                 |
| Spagna            | 8                 |
| Stati Uniti       | 35                |
| Svezia            | 13                |
| Svizzera          | 3                 |

### Classifiche di fine anno
| Classifica (1987) | Posizione |
| ----------------- | --------- |
| Austria           | 29        |
| Francia           | 25        |
| Germania          | 40        |
| Italia            | 54        |
| Stati Uniti       | 100       |
| Svizzera          | 25        |

## Crediti

### Formazione
- Robert Smith - voce, chitarra, tastiere
- Simon Gallup - basso
- Porl Thompson - chitarra, tastiere, sassofono
- Laurence Tolhurst - tastiere
- Boris Williams - batteria e percussioni

### Turnisti
- Andrew Brennen - sassofono in Icing Sugar